# ریخارد دوستالک
ریخارد دوستالک (چکی: Richard Dostálek؛ زادهٔ ۲۶ آوریل ۱۹۷۴) بازیکن فوتبال اهل جمهوری چک بود.
از باشگاه‌هایی که در آن بازی کرده‌است می‌توان به اشپورت فقاند زیگن، باشگاه فوتبال روبین کازان، باشگاه فوتبال اسلاویا پراگ، باشگاه فوتبال فاستاو زلین، باشگاه فوتبال زبرویوفکا برنو، و باشگاه فوتبال ارتسگبیرگ آئو اشاره کرد.
وی همچنین در تیم‌های ملی فوتبال زیر ۲۱ سال جمهوری چک و جمهوری چک بازی کرده‌است.